# Qualificazioni al campionato mondiale di calcio 2026 - CAF - girone H
Questa voce raccoglie i risultati delle partite del girone H delle qualificazioni al Campionato mondiale di calcio 2026 per la zona africana.

## Classifica
| Squadra             | P.ti | G | V | P | S | RF | RS | DR  |
| ------------------- | ---- | - | - | - | - | -- | -- | --- |
| Tunisia             | 16   | 6 | 5 | 1 | 0 | 9  | 0  | +9  |
| Namibia             | 12   | 6 | 3 | 3 | 0 | 8  | 2  | +6  |
| Liberia             | 10   | 6 | 3 | 1 | 2 | 7  | 4  | +3  |
| Guinea Equatoriale  | 7    | 6 | 2 | 1 | 3 | 4  | 8  | -4  |
| Malawi              | 6    | 6 | 2 | 0 | 4 | 4  | 6  | -2  |
| São Tomé e Príncipe | 0    | 6 | 0 | 0 | 6 | 2  | 14 | -12 |

## Risultati

### 1ª giornata
| Arbitro: | Ali Sabilla |

|          |           |  |
| Nsue 67’ | Marcatori |  |

| Arbitro: | Antoine Effa |

|  |           |            |
|  | Marcatori | 78’ Mphasi |

| Arbitro: | Joseph Odey Ogabor |

|                                             |           |  |
| Meriah 37’ Msakni 53’ Rafia 79’ Al Arbi 88’ | Marcatori |  |

### 2ª giornata
| Arbitro: | Karim Sabry |

|  |           |         |
|  | Marcatori | 9’ Nsue |

| Arbitro: | Aklesso Gnama |

|  |           |                   |
|  | Marcatori | 88’ (rig.) Msakni |

| Arbitro: | Ousmane Diakate |

|  |           |                              |
|  | Marcatori | 9’ Tijueza 75’ (aut.) Mateus |

### 3ª giornata
| Arbitro: | Messie Jessie Oved Nkounkou Mvoutou |

|              |           |            |
| Karuuombe 8’ | Marcatori | 65’ Sackor |

| Arbitro: | Abongile Tom |

|                         |           |  |
| Ben Romdhane 82’ (rig.) | Marcatori |  |

| Arbitro: | Ahmed Arajiga |

|                                  |           |           |
| Kawonga 6’ Nkhoma 14’ Mphasi 78’ | Marcatori | 67’ Silva |

### 4ª giornata
| Arbitro: | Andofetra Rakotojaona |

|  |           |           |
|  | Marcatori | 90’ Sesay |

| Johannesburg 9 giugno 2024, ore 21:00 UTC+2 | Namibia      | 0 – 0 referto | Tunisia | Orlando Stadium\| Arbitro: \| Dahane Beida \| |
| Arbitro:                                    | Dahane Beida |               |         |                                               |

| Arbitro: | Lamin Jammeh |

|              |           |  |
| Salvador 81’ | Marcatori |  |

### 5ª giornata
| Arbitro: | Clement Franklin Kpan |

|  |           |             |
|  | Marcatori | 4’ Mastouri |

| Arbitro: | Jelly Alfred Chavani |

|  |           |             |
|  | Marcatori | 40’ Tjiueza |

| Arbitro: | Adissa Abdul Raphiou Ligali |

|                       |           |  |
| Nsue 14’ Salvador 17’ | Marcatori |  |

### 6ª giornata
| Arbitro: | Mohamed Marouf |

|               |           |          |
| Shalulile 51’ | Marcatori | 54’ Coco |

| Arbitro: | Mohamed Ali Moussa |

|                          |           |          |
| Andrews 4’ Farkarlun 32’ | Marcatori | 44’ Dola |

| Arbitro: | Djindo Louis Houngnandande |

|                                 |           |  |
| Jaziri 86’ Achouri 90+2’ (rig.) | Marcatori |  |

### 7ª giornata
| Oujda 4 settembre 2025, ore 17:00 UTC+1 | São Tomé e Príncipe | – referto | Guinea Equatoriale | Stade municipal d'Oujda |

| Radès 4 settembre 2025, ore 20:00 UTC+1 | Tunisia | – referto | Liberia | Stadio Hammadi Agrebi |

| Francistown 5 settembre 2025, ore 15:00 UTC+2 | Namibia | – referto | Malawi | Obed Itani Chilume Stadium |

### 8ª giornata
| Malabo 8 settembre 2025, ore 14:00 UTC+1 | Guinea Equatoriale | – referto | Tunisia | Stadio di Malabo |

| Lilongwe 8 settembre 2025, ore 18:00 UTC+2 | Malawi | – referto | Liberia | Bingu National Stadium |

| Francistown 9 settembre 2025, ore 15:00 UTC+2 | Namibia | – referto | São Tomé e Príncipe | Obed Itani Chilume Stadium |

### 9ª giornata
| ottobre 2025 | São Tomé e Príncipe | – | Tunisia |  |

| ottobre 2025 | Malawi | – | Guinea Equatoriale |  |

| ottobre 2025 | Liberia | – | Namibia |  |

### 10ª giornata
| ottobre 2025 | Guinea Equatoriale | – | Liberia |  |

| ottobre 2025 | São Tomé e Príncipe | – | Malawi |  |

| ottobre 2025 | Tunisia | – | Namibia |  |